# Czarne i białe (film 1964)
Czarne i białe (ang. One Potato, Two Potato) – amerykański czarno-biały dramat filmowy z 1964 roku w reżyserii Larry’ego Peerce’a, będący jego pełnometrażowym debiutem. Był jednym z pierwszych filmów naruszających obowiązujące w USA tabu dotyczące związków międzyrasowych.
Barbara Barrie za główną rolę w filmie zdobyła nagrodę dla najlepszej aktorki na 17. MFF w Cannes.

## Obsada
| Aktor                    | Bohater filmowy       |
| ------------------------ | --------------------- |
| Barbara Barrie           | Julie Cullen Richards |
| Bernie Hamilton          | Frank Richards        |
| Richard Mulligan         | Joe Cullen            |
| Harry Bellaver           | Judge Powell          |
| Marti Mericka            | Ellen Mary            |
| Robert Earl Jones        | William Richards      |
| Vinnette Justine Carroll | Martha Richards       |
| Anthony Spinelli         | Johnny Hruska         |
| Faith Burwell            | Ann Hruska            |
| Jack Stamberger          | Minister              |
| Michael Shane            | Jordan Hollis         |

## Produkcja
Zdjęcia kręcono w Painesville w stanie Ohio.